# 1600 Penn
1600 Penn est une série télévisée américaine en treize épisodes de 23 minutes créée par Josh Gad et Jon Lovett, diffusé entre le 17 décembre 2012 et le 28 mars 2013 sur le réseau NBC aux États-Unis et sur Citytv au Canada.

## Synopsis
Une famille dysfonctionnelle réside à l'adresse la plus connue du pays : 1600 Pennsylvanie Avenue, celle de la Maison-Blanche. Après quelques dernières mésaventures sur son campus universitaire, le fils ainé réintègre le bercail. D'un tempérament imprévisible et déjanté, son retour ne passera pas inaperçu. Sera-t-il pour autant celui qui cimente les relations au sein du clan ?

## Distribution

### Acteurs principaux
- Bill Pullman : Président Dale Gilchrist
- Jenna Elfman : Emily Nash Gilchrist, Première dame, seconde femme de Dale Gilchrist, anciennement sa directrice de campagne
- Josh Gad : Skip, fils aîné du président
- Martha MacIsaac : Becca, fille aînée du président
- Amara Miller : Marigold, fille du président
- Benjamin Stockham (en) : Xander, fils du président
- André Holland : Marshall Malloy, porte-parole de la Maison Blanche

### Acteurs récurrents et invités
- Robbie Amell : D.B. (7 épisodes)
- Adam Shapiro : Evan (6 épisodes)
- Susan Park : Stacey Kim (5 épisodes)
- Mary Pat Gleason : Patty (4 épisodes)
- Miguel Sandoval : Enrique Desoto (épisode 1)
- Paula Newsome : Atlanta Weaver (épisode 1)
- Parker Croft : Mike (épisode 1)
- Jay Leno : lui-même (épisode 1)
- Carlos Lacámara (en) : Panamanian President (épisode 1)
- Karan Soni : Misfit (épisode 1)
- Willie C. Carpenter (en) : General Maurer (épisodes 2, 4 et 9)
- Peter Jason : General Harrigan (épisodes 2, 4 et 9)
- Stacy Keach : Senator Frohm Thoroughgood (épisodes 2 et 13)
- Mika Brzezinski : elle-même (épisode 2)
- Joe Scarborough : lui-même (épisode 2)
- Willie Geist (en) : lui-même (épisode 2)
- Savannah Guthrie (en) : elle-même (épisode 3)
- Constance Towers : Bunny Thoroughgood (épisode 3)
- René Auberjonois : Winslow Hannum (épisodes 4 et 13)
- Rebecca Wisocky : Bianca (épisode 4)
- David St. James (en) : Klaus (épisode 4)
- Missi Pyle : Agent Sarah Harlan (épisode 5)
- Danika Yarosh : Jessica (épisode 5)
- Dave Anthony (en) : Mark (épisode 5)
- Bruce Campbell : Doug Gilchrist (épisode 6)
- Rob Benedict : Skeptic (épisode 6)
- Mary Hart : elle-même (épisode 6)
- Nadege August (en) : Vanessa (épisode 6)
- Rory O'Malley (en) : Tour Guide (épisode 6)
- Chuck Todd : lui-même (épisodes 7 et 13)
- Wyatt Nash (en) : Tad (épisode 7)
- Tim Bagley : Mr Norgel (épisode 8)
- Matt Corboy (en) : Tommy (épisodes 9 et 13)
- Henry Winkler : Senator Faxler (épisode 10)
- Tom Wright (en) : Interviewer (épisode 10)
- Tom Amandes : Bernard (épisode 11)
- Sofia Milos : Bernice (épisode 11)
- Pete Gardner (en) : Pete (épisodes 12 et 13)
- Hannah Simone : Princess Abigail (épisode 12)
- Maura Soden (en) : Madeline (épisode 12)
- Larry King : lui-même (épisode 13)

## Production

### Développement
Le développement de la série a débuté en octobre 2011. Le pilote a été commandé en février 2012.
Dès février, les rôles ont été attribués dans cet ordre : Bill Pullman et Brittany Snow (Becca), André Holland, Amara Miller, Jenna Elfman, Benjamin Stockham (en) et Martha MacIsaac remplace Brittany pour le rôle de Becca.
Le 7 mai 2012, NBC a commandé la série pour la saison 2012-2013, et a annoncé six jours plus tard lors des Upfronts que la série sera diffusée à la mi-saison.
Le 30 octobre 2012, NBC a dévoilé sa date de diffusion pour le 10 janvier 2013. Une semaine plus tard, NBC annonce que le premier épisode (sneak preview) sera diffusé lundi le 17 décembre 2012 à 21 h 30 après la finale de The Voice.
Le 9 mai 2013, NBC a annulé la série.

### Fiche technique
- Producteurs exécutifs : Jon Lovett, Josh Gad et Jason Winer
- Société de production : 20th Century Fox Television

## Épisodes
| №  | Titre                                | Réalisation             | Scénario                                                                | Première diffusion | Code de prod. | Audience (millions) |
| -- | ------------------------------------ | ----------------------- | ----------------------------------------------------------------------- | ------------------ | ------------- | ------------------- |
| 1  | Putting Out Fires                    | Jason Winer (en)        | Histoire : Josh Gad, Jon Lovett, Jason Winer Mise en scène : Jon Lovett | 17 décembre 2012   | 1AVZ79        | 6,88                |
| 2  | The Skiplantic Ocean                 | Jason Winer             | Mike Royce (en)                                                         | 10 janvier 2013    | 1AVZ01        | 3,86                |
| 3  | So You Don't Want to Dance           | Jason Winer             | Joe Port et Joe Wiseman                                                 | 17 janvier 2013    | 1AVZ02        | 3,04                |
| 4  | Meet the Parent                      | Jason Winer             | Peter A. Knight                                                         | 24 janvier 2013    | 1AVZ04        | 3,28                |
| 5  | Frosting/Nixon                       | Jennifer Getzinger (en) | Sanjay Shah                                                             | 7 février 2013     | 1AVZ03        | 2,60                |
| 6  | Skip the Tour                        | Jason Winer             | Laura Gutin Peterson                                                    | 21 février 2013    | 1AVZ06        | 2,34                |
| 7  | To the Ranch                         | Ken Whittingham         | Bridget Bedard                                                          | 28 février 2013    | 1AVZ05        | 2,2                 |
| 8  | Live from the Lincoln Bedroom        | Jason Winer             | Ryan Raddatz                                                            | 7 mars 2013        | 1AVZ08        | 2,1                 |
| 9  | Game Theory                          | Jason Winer             | Dan Hernandez et Benji Samit                                            | 14 mars 2013       | 1AVZ07        | 2,23                |
| 10 | The Short Happy Life of Reba Cadbury | David Grossman          | Joe Port et Joe Wiseman                                                 | 21 mars 2013       | 1AVZ11        | 2,49                |
| 11 | Dinner, Bath, Puzzle                 | Gail Mancuso            | Jon Lovett et Sanjay Shah                                               | 21 mars 2013       | 1AVZ09        | 2,32                |
| 12 | Bursting the Bubble                  | Jason Winer             | Peter A. Knight et Laura Gutin-Peterson                                 | 28 mars 2013       | 1AVZ10        | 1,92                |
| 13 | Marry Me, Baby                       | Jason Winer             | Jon Lovett et Mike Royce                                                | 28 mars 2013       | 1AVZ12        | 1,91                |